# Àlex Crivillé
Àlex Crivillé (ur. 4 marca 1970 roku w Barcelonie) – hiszpański kierowca motocyklowy. Mistrz Świata najwyższej kategorii MotoGP z 1999 roku.

## Kariera

### Początki
Alex karierę rozpoczął w wieku 14 lat, od startów w wyścigach min-moto. W 1985 roku wygrał krajowe zawody, w klasie 75 cm³, dosiadając motocykl Hondy.

### 80 cm³
W mistrzostwach świata zadebiutował w kategorii 80 cm³. Na motocyklu Derbi Criville wziął udział w trzech rundach o GP Hiszpanii, Holandii oraz Portugalii. Pierwszą z nich zakończył na drugiej pozycji, co na debiut było ogromnym zaskoczeniem. W dwóch kolejnych nie dojechał jednak do mety. Zdobyte punkty sklasyfikowały go na 11. miejscu.
W kolejnym roku Hiszpan był etatowym kierowcą włoskiego zespołu. Dzięki równej i konsekwentnej jeździe Alex został wicemistrzem świata, z wyraźną jednak stratą do dominującego rodaka Jorge Martineza. W ciągu siedmiu rund Criville pięciokrotnie meldował się na podium, na najlepszym uzyskując drugą pozycję, podczas GP Niemiec.

### 125 cm³
W sezonie 1988 Hiszpan wystartował w czterech wyścigach klasy 125 cm³ (na motocyklu Hummel). Tylko w jednej dojechał na punktowanej pozycji, zajmując dziewiątą pozycję podczas GP Wielkiej Brytanii.
W roku 1989 Alex nawiązał współpracę z zespołem JJ Cobas. Pomimo opuszczenia rundy na torze Suzuka, Criville pewnie sięgnął po swój pierwszy w karierze tytuł mistrza świata, stając w dziewięciu z jedenastu wyścigów na podium (w tym pięciokrotnie na najwyższym stopniu).

### 250 cm³
W 1990 roku Hiszpan awansował do kategorii 250 cm³, podpisując kontrakt z ekipą Marlboro Yamaha. Po ponownym ominięciu japońskiej rundy, Alex nie najlepiej rozpoczął sezon, dojeżdżając do mety w zaledwie trzech z ośmiu pierwszych wyścigów. Najlepiej spisał się podczas GP Węgier, gdzie zajął piątą lokatę. Ostatecznie w klasyfikacji generalnej mistrzostw zajął niewysoką 11. pozycję.
Kolejny sezon startów w tej kategorii był jeszcze bardziej nieudany dla Alexa. Spośród piętnastu eliminacji ukończył zaledwie sześć, najwyżej będąc podczas zmagań na torze Masaryk Circuit (i tu był piąty). Skromny dorobek punktowy zapewnił mu odległą 13. lokatę.

### 500 cm³
W 1992 roku Criville zadebiutował w najwyższej kategorii, podpisując kontrakt z zespołem Campsa-Pons Honda. Sezon rozpoczął od nieukończenia wyścigu o GP Japonii. Dwie rundy później Alex stanął jednak po raz pierwszy w karierze na podium, zajmując trzecią pozycję w GP Malezji. Podczas startu Holandii, Hiszpan po zaciętej walce z Amerykaninem Johnem Kocinskim, odniósł pierwsze w karierze zwycięstwo. Ostatecznie zmagania zakończył na 8. miejscu.
W kolejnym sezonie ponownie był zawodnikiem hiszpańskiej ekipy i ponownie znalazł się na 8. pozycji, w końcowej klasyfikacji. Był to jednak znacznie bardziej udany rok dla Hiszpana, który zdobył dwukrotnie większą liczbę punktów. Dwukrotnie również stawał na podium, zajmując trzecią pozycję podczas wyścigów o GP Hiszpanii i Holandii.
W roku 1994 Criville został fabrycznym kierowcą Hondy. Będąc partnerem Micka Doohana, pozostawał wyraźnie w cieniu Australijczyka, który wywalczył tytuł mistrzowski. Trzykrotnie znalazł się na trzeciej lokacie (na torach w Austrii, Holandii i Francji). Rywalizację ukończył na 6. miejscu.
Po sezonie nauki, w kolejnym Criville poprawił swoje wyniki, będąc przez większą część rywalizacji na trzeciej lokacie. Ostatecznie jednak przegrał walkę z Włochem Lucą Cadalorą, zajmując 4. pozycję. W trakcie sezonu sześciokrotnie meldował się na podium, odnosząc przy jedno zwycięstwo, na zakończenie zmagań w Hiszpanii. Podczas GP Holandii po raz pierwszy w karierze sięgnął po pole position (uzyskał również najszybsze okrążenie w wyścigu; przegrał go jednak minimalnie z Doohanem).
W sezonie 1996 Criville został wicemistrzem świata. W trakcie rywalizacji między nim a Doohanem doszło do kilku zaciętych pojedynków, jednak tylko dwukrotnie wyszedł z nich zwycięsko (w Austrii i Czechach). Ostatecznie Alex musiał uznać wyższość bardziej doświadczonego partnera, będącego liderem zespołu. W ciągu piętnastu wyścigów, Hiszpan tylko cztery razy nie znalazł się na podium. Pięciokrotnie startował z pole position, jednakże ani razu nie udało mu się utrzymać pierwszej lokaty.
Rok 1997 nie był szczęśliwy dla Hiszpana, który w wyniku problemów zdrowotnych nie mógł wziąć udziału w aż pięciu wyścigach. Zdobyte punkty sklasyfikowały go na 4. miejscu, z dorobkiem sześciu miejsc na podium (w tym dwóch zwycięstw, podczas GP Hiszpanii i Australii).
W roku 1998 zajął 3. pozycję w ogólnej punktacji, po zaciętej walce o tytuł wicemistrzowski z Maxem Biaggim (rywalizację przegrał po nieukończeniu GP Argentyny). Hiszpan dwukrotnie zwyciężył, po ostrej walce z australijskim partnerem, podczas GP Hiszpanii i Francji. Jedyne pole position uzyskał na rodzimym obiekcie Circuit de Catalunya. Wyścigu jednak nie ukończył.
Sezon 1999 był najlepszym w karierze Criville'a, który został jedyny raz w karierze mistrzem świata najwyższej kategorii. Droga do tytułu otworzyła się dla Alexa po tym, jak jego partner, a zarazem lider zespołu Doohan doznał poważnej kontuzji nogi, która wykluczyła go z całego sezonu (w efekcie też zakończył karierę). Hiszpan stał się wówczas liderem ekipy i zwyciężył sześć z dziewięciu kolejnych rund, z czego cztery z rzędu. Tytuł zapewnił sobie podczas GP RPA, stając na najniższym stopniu podium, przy zerowym dorobku największego rywala Kenny Robertsa Jr.
Próba obrony tytułu przez Hiszpana zakończyła jednak zdecydowaną porażką. W trakcie sezonu tylko dwukrotnie stanął na podium, odnosząc przy tym ostatnie w karierze zwycięstwo, na torze we Francji. Skromny dorobek zapewnił mu odległą 9. lokatę, w końcowej klasyfikacji.
Rok 2001 był ostatnim w karierze Alexa. Ponownie dwa razy zameldował się na podium, ostatni raz na torze w Czechach, gdzie zajął drugą pozycję. Zdobyte punkty sklasyfikowały go na 8. miejscu.
Na sezon 2002 planował związać się z ekipą d'Antin Yamaha. Niestety, u Hiszpana stwierdzono objawy świadczące o chorobie padaczkowej (stąd też miał liczne omdlenia, które zdarzały mu się od roku 2000), co zmusiło go do zakończenia kariery sportowej.

### Statystyki liczbowe
System punktowy obowiązujący od 1969 do 1987:
| Pozycja | 1  | 2  | 3  | 4 | 5 | 6 | 7 | 8 | 9 | 10 |
| Punkty  | 15 | 12 | 10 | 8 | 6 | 5 | 4 | 3 | 2 | 1  |

System punktowy obowiązujący od 1988 do 1992:
| Position | 1  | 2  | 3  | 4  | 5  | 6  | 7 | 8 | 9 | 10 | 11 | 12 | 13 | 14 | 15 |
| Punkty   | 20 | 17 | 15 | 13 | 11 | 10 | 9 | 8 | 7 | 6  | 5  | 4  | 3  | 2  | 1  |

System punkty obowiązujący od 1993:
| Position | 1  | 2  | 3  | 4  | 5  | 6  | 7 | 8 | 9 | 10 | 11 | 12 | 13 | 14 | 15 |
| Punkty   | 25 | 20 | 16 | 13 | 11 | 10 | 9 | 8 | 7 | 6  | 5  | 4  | 3  | 2  | 1  |

| Rok  | Klasa   | Zespół              | Motocykl        | 1      | 2      | 3      | 4      | 5      | 6      | 7      | 8      | 9       | 10     | 11     | 12     | 13     | 14     | 15    | 16     | Punkty | Poz. koń. | Zwycięstwa |
| ---- | ------- | ------------------- | --------------- | ------ | ------ | ------ | ------ | ------ | ------ | ------ | ------ | ------- | ------ | ------ | ------ | ------ | ------ | ----- | ------ | ------ | --------- | ---------- |
| 1987 | 80 cm³  | Derbi               | Derbi 80        | ESP 2  | GER -  | NAT -  | AUT -  | YUG -  | NED NC | GBR -  | CZE -  | RSM -   | POR NC |        |        |        |        |       |        | 12     | 11        | 0          |
| 1988 | 80 cm³  | Derbi               | Derbi 80        | ESP 3  | EXP 3  | NAT 4  | GER 2  |        | NED NC |        | YUG 3  |         |        |        | CZE 3  |        |        |       |        | 90     | 2         | 0          |
| 1988 | 125 cm³ | Hummel              | Hummel 125      | ESP -  |        | NAT -  | GER -  | AUT -  | NED -  | BEL NC | YUG -  | FRA -   | GBR 9  | SWE NC | CZE 17 |        |        |       |        | 7      | 31        | 0          |
| 1989 | 125 cm³ | JJ Cobas            | Cobas-Rotax 125 | JPN -  | AUS 1  | ESP 1  | NAT NC | GER 1  | AUT 3  | NED 2  | BEL NC | FRA 2   | GBR 2  | SWE 1  | CZE 1  |        |        |       |        | 166    | 1         | 5          |
| 1990 | 250 cm³ | Marlboro Yamaha     | TZ250           | JPN -  | USA NC | ESP 7  | NAT NC | GER 11 | AUT NC | YUG 7  | NED NC | BEL NC  | FRA 8  | GBR 8  | SWE 9  | CZE 7  | HUN 5  | AUS 6 |        | 76     | 11        | 0          |
| 1991 | 250 cm³ | JJ Cobas            | Cobas Honda 250 | JPN NC | AUS NC | USA 9  | ESP NC | ITA NC | GER 7  | AUT 9  | EUR NC | NED NC  | FRA 9  | GBR NC | RSM NC | CZE 5  | VDM NC | MAL 6 |        | 51     | 13        | 0          |
| 1992 | 500 cm³ | Campsa-Pons Honda   | NSR500          | JPN NC | AUS 7  | MAL 3  | ESP NC | ITA 8  | EUR NC | GER 4  | NED 1  | HUN DSQ | FRA NC | GBR NC | BRA 6  | RSA 7  |        |       |        | 59     | 8         | 1          |
| 1993 | 500 cm³ | Marlboro-Pons Honda | NSR500          | AUS 6  | MAL 5  | JPN 5  | ESP 3  | AUT NC | GER 4  | NED 3  | EUR NC | RSM NC  | GBR NC | CZE 8  | ITA 6  | USA 7  | FIM 4  |       |        | 117    | 8         | 0          |
| 1994 | 500 cm³ | HRC Honda           | NSR500          | AUS 6  | MAL 8  | JPN 7  | ESP 5  | AUT 3  | GER 4  | NED 3  | ITA NC | FRA 3   | GBR 6  | CZE 4  | USA -  | ARG 7  | EUR 4  |       |        | 144    | 6         | 0          |
| 1995 | 500 cm³ | Repsol Honda        | NSR500          | AUS 3  | MAL 3  | JPN NC | ESP 3  | GER 4  | ITA 5  | NED 2  | FRA NC | GBR 3   | CZE 6  | BRA 6  | ARG 4  | EUR 1  |        |       |        | 166    | 4         | 1          |
| 1996 | 500 cm³ | Repsol Honda        | NSR500          | MAL NC | INA 4  | JPN 2  | ESP NC | ITA 2  | FRA 2  | NED 2  | GER 3  | GBR 2   | AUT 1  | CZE 1  | IMO 2  | CAT 3  | BRA 2  | AUS 6 |        | 245    | 2         | 2          |
| 1997 | 500 cm³ | Repsol Honda        | NSR500          | MAL 2  | JPN 2  | ESP 1  | ITA 4  | AUT 5  | FRA 4  | NED -  | IMO -  | GER -   | BRA -  | GBR -  | CZE 4  | CAT 3  | INA 3  | AUS 1 |        | 172    | 4         | 2          |
| 1998 | 500 cm³ | Repsol Honda        | NSR500          | JPN 4  | MAL 4  | ESP 1  | ITA 3  | FRA 1  | MAD 5  | NED 6  | GBR 4  | GER 3   | CZE 2  | IMO 2  | CAT NC | AUS 3  | ARG NC |       |        | 198    | 3         | 2          |
| 1999 | 500 cm³ | Repsol Honda        | NSR500          | MAL 3  | JPN 4  | ESP 1  | FRA 1  | ITA 1  | CAT 1  | NED NC | GBR 1  | GER 2   | CZE 2  | IMO 1  | VAL NC | AUS 5  | RSA 3  | BRA 6 | ARG 5  | 267    | 1         | 6          |
| 2000 | 500 cm³ | Repsol Honda        | NSR500          | RSA 5  | MAL NC | JPN 6  | ESP 4  | FRA 1  | ITA NC | CAT NC | NED 2  | GBR 7   | GER NC | CZE 7  | POR 6  | VAL NC | BRA 11 | PAC 6 | AUS NC | 122    | 9         | 1          |
| 2001 | 500 cm³ | Repsol Honda        | NSR500          | JPN 9  | RSA 6  | ESP 3  | FRA 5  | ITA 4  | CAT 11 | NED NC | GBR 7  | GER DNS | CZE 2  | POR NC | VAL NC | PAC 11 | AUS 11 | MAL 6 | BRA 7  | 120    | 8         | 0          |